# Emily Parmely Collins
Emily Parmely Collins (11 de agosto de 1814 - 14 de abril de 1909); conocida también como Emily Parmely Peltier después de su primer matrimonio y por su seudónimo, «Justitia»; fue una mujer estadounidense sufragista, activista de los derechos de la mujer y escritora. Fue la primera mujer de los Estados Unidos en establecer una sociedad centrada en el sufragio femenino y los derechos de la mujer, en Collins (Nueva York) en 1848.
Fue una de las primeras participantes en el movimiento abolicionista, el movimiento por la Templanza, así como una pionera en el movimiento del sufragio femenino en los Estados Unidos. Creía que el pleno desarrollo de las capacidades de la mujer era de suprema importancia para el bienestar de la humanidad; y abogó a través de la prensa por los derechos educativos, industriales y políticos de la mujer.

## Primeros años
Emily Parmely Collins nació en Bristol (Nueva York), el 11 de agosto de 1814, hija de James Parmely y Lydia Robbins Donelson, quienes fueron los primeros colonos del «País de Genesee». Sus descendientes por parte de su padre procedían del condado de Kent, Inglaterra, y se establecieron en Guilford (Connecticut), en 1639. Su padre luchó durante la Guerra de Independencia de los Estados Unidos en el 9º Regimiento de Connecticut.
De niña, Emily Parmely era sensible y tímida, y prefería estar sola con sus mascotas y libros. Al principio, se convirtió en una lectora diligente, especialmente de historia y poesía.

## Carrera

### Preguerra
A los 16 años, Parmely se convirtió en maestra del distrito número 11 en Burbee Hollow, Bristol, Nueva York. Recibió un salario igual al de los maestros varones, lo que se consideraba inusual en ese momento.

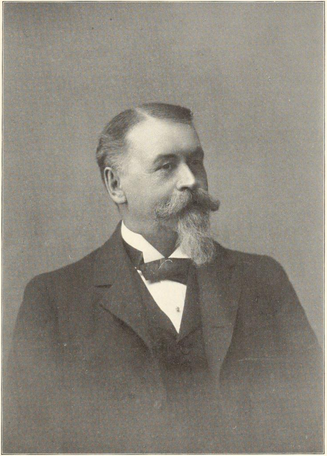
Pierre Desnoyers Peltier, hijo de Emily Parmely

En 1832, junto con un hermano se trasladó a Míchigan, donde enseñó en una escuela de registros en los alrededores de Port Huron. El 8 de enero de 1835 se casó con Charles Peltier, un comerciante. Pronto se fueron a Detroit a vivir. Charles sirvió como Comerciante de Correos en Fort Gratiot, y después como contralor y juez de Paz en Detroit, ocupando cargos a través de varias administraciones. Tuvieron un hijo, Pierre Desnoyers Peltier, M.D. (1835-1906). Su esposo Charles murió en Detroit.
Su segundo marido fue Simri Collins (m. 1876, Luisiana), con quien se casó el 4 de julio de 1841. Simri era hijo del reverendo Naron Coobe Collins, D. D., anteriormente de Connecticut, más tarde de East Bloomfield, Nueva York. Tuvieron un hijo, Emmett Burke Collins (1842-1872).
En 1848, regresó a Bristol. Asistió a la Convención de Seneca Falls en julio. El 19 de octubre, organizó la primera sociedad de sufragio femenino del mundo: la Unión de Igualdad de Derechos de la Mujer (llamada alternativamente Sociedad de Sufragio Igualitario o Asociación de Igualdad de Derechos). En el mismo año, envió la primera petición a la legislatura. En 1858, la familia se trasladó a Rochester (Nueva York), permaneciendo hasta 1869, aquí, ella era miembro de la iglesia Unitaria.

### Guerra de Secesión
Parmely fue una enfermera voluntaria en Virginia. Sus dos hijos, uno cirujano, el otro abogado que acababa de ser admitido en el colegio de abogados, la acompañaban. Ella escribió:- «Serví como enfermera voluntaria a través de la campaña de 1864 en el frente en el Valle de Shenandoah, con mis dos hijos, el Dr. P. D. Peltier y el Capitán E. Burke Collins».

### Luisiana
En 1869, la familia se trasladó a la parroquia de Tangipahoa, Luisiana, donde Parmely Collins enterró a su segundo marido en 1876. Su segundo hijo, el capitán E. Burke Collins, murió en 1872. Fue residente de Luisiana durante diez años. Con Elizabeth Lisle Saxon, continuó su trabajo sufragista.
En 1879, mientras una nueva constitución estatal estaba siendo enmarcada, un documento de Parmely Collins, dando sus ideas de lo que una constitución justa debería ser, fue leído a los delegados y provocó el elogio de la prensa de Nueva Orleans.

### Connecticut
En el mismo año, habiendo arrendado su plantación, se mudó a Hartford, Connecticut para vivir con su hijo, Pierre. En 1885, organizó con Frances Ellen Burr y otros el Club de Igualdad de Derechos de Hartford, y fue durante muchos años su presidenta, y más tarde su presidenta honoraria.
Escribió historias ocasionales, para ilustrar algún principio, para la revista Pacific Rural y otras revistas. Sin ambición de adquirir una reputación literaria, y rehuyendo de la publicidad, rara vez añadía su nombre. Durante varios años, escribió cada semana para el Hartford Journal, bajo el seudónimo de «Justitia», una o dos columnas en apoyo de los derechos humanos, especialmente los derechos de la mujer. También instó a que se hiciera lo mismo ante cada legislatura de Connecticut. Como solución a la cuestión de La Templanza, abogó en el Hartford Examiner por la fabricación y venta exclusiva de licor a precio de costo por parte del gobierno. También instó a cambiar el sistema electoral por el de representación proporcional y la cooperación industrial en lugar de la competencia.

## Vida personal

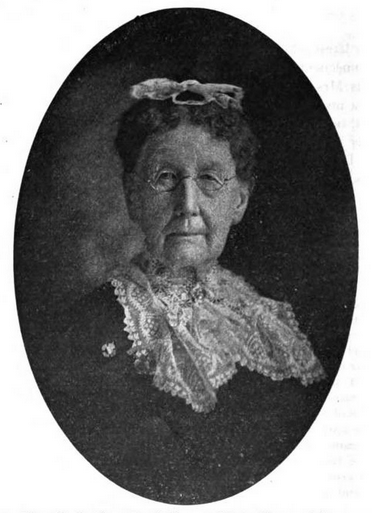
Parmely Collins, a la edad de 90 años.

Collins fue miembro de la Liga del Referéndum de Massachusetts y del Cuerpo de Socorro de Mujeres. Habló año tras año ante la legislatura en apoyo de la petición de sufragio femenino, y se dirigió a muchas audiencias sobre diversos temas. Se convirtió en miembro de las Daughters of the American Revolution, Capítulo de Hannah Woodruff, de Southington, Connecticut en octubre de 1904. Su número nacional era 48316, y el suyo era el centésimo nombre en la lista de miembros de la «Real Daughters» en Connecticut.
Murió el 14 de abril de 1909 y fue enterrada en el cementerio de Cedar Hill, Hartford, Connecticut. Además de su hijo Pierre, tuvo tres nietos, a saber, Frank H. Peltier, de Hartford; Frederick D. Peltier, de Nueva York, y Florence Peltier Pope, de Boston; así como cuatro bisnietos: Clinton Peltier Perry Pope, Frank H. y Genevieve, hijos de Frank H. Peltier; y Paul D., hijo de Frederick D. Peltier.